# Liste der Naturdenkmale in Hüttisheim
| Naturdenkmale | Anzahl |
| ------------- | ------ |
| FND           | 3      |
| END           | 9      |
| Gesamt        | 12     |

Die Liste der Naturdenkmale in Hüttisheim nennt die verordneten Naturdenkmale (ND) der im baden-württembergischen Alb-Donau-Kreis liegenden Gemeinde Hüttisheim. In Hüttisheim gibt es insgesamt zwölf als Naturdenkmal geschützte Objekte, davon drei flächenhafte Naturdenkmale (FND) und neun Einzelgebilde-Naturdenkmale (END).
Stand: 31. Oktober 2016.

## Flächenhafte Naturdenkmale (FND)
| Name                                            | Bild | Kennung     | Einzelheiten | Position | Fläche Hektar | Datum         |
| ----------------------------------------------- | ---- | ----------- | ------------ | -------- | ------------- | ------------- |
| Feuchtgebiet im Schmietal                       | BW   | 84250640010 | Hüttisheim   | ⊙        | 0,8           | 12. Juli 2002 |
| Hohlweg-Kreuzung mit Gehölze und Molasse-Keller | BW   | 84250640007 | Hüttisheim   | ⊙        | 0,7           | 12. Juli 2002 |
| Waldschlucht „Duppmannsloch“                    | BW   | 84250640006 | Hüttisheim   | ⊙        | 1,4           | 12. Juli 2002 |
| Legende für Naturdenkmal                        |      |             |              |          |               |               |

## Einzelgebilde (END)
| Name                      | Bild | Kennung     | Einzelheiten | Position | Fläche Hektar | Datum         |
| ------------------------- | ---- | ----------- | ------------ | -------- | ------------- | ------------- |
| Drei Taufeichen           | BW   | 84250640004 | Hüttisheim   | ⊙        | 0,0           | 12. Juli 2002 |
| Eichenreihe mit Pappel    | BW   | 84250640013 | Hüttisheim   | ⊙        | 0,0           | 12. Juli 2002 |
| Esche am Eppen            | BW   | 84250640012 | Hüttisheim   | ⊙        | 0,0           | 12. Juli 2002 |
| Linde auf der Kirchhalde  | BW   | 84250640015 | Hüttisheim   | ⊙        | 0,0           | 12. Juli 2002 |
| Rotbuche „Paul-Beck“      | BW   | 84250640014 | Hüttisheim   | ⊙        | 0,0           | 12. Juli 2002 |
| Stieleiche am Nelkenweg   | BW   | 84250640011 | Hüttisheim   | ⊙        | 0,0           | 12. Juli 2002 |
| Stieleiche beim Feldkreuz | BW   | 84250640009 | Hüttisheim   | ⊙        | 0,0           | 12. Juli 2002 |
| Stieleiche zur Weibersaat | BW   | 84250640008 | Hüttisheim   | ⊙        | 0,0           | 12. Juli 2002 |
| Zur Linde                 | BW   | 84250640005 | Hüttisheim   | ⊙        | 0,0           | 12. Juli 2002 |
| Legende für Naturdenkmal  |      |             |              |          |               |               |